# Repbäcken
Repbäcken är en tätort i Borlänge kommun, strax norr om Borlänge. 
Här fanns tidigare en järnvägsstation, men den är sedan länge nerlagd och utgör idag endast en mötesstation. Strax norr om mötesstationen skiljs Västerdalsbanan från Siljansbanan (Dalabanan). Repbäcken var förr en järnvägsknut då Västerdalsbanan, som då var en del av Falun–Västerdalarnes Järnväg (Björbobanan), korsade Siljansbanan här och sedan fortsatte mot Falun på en numera uppriven bansträcka.

## Befolkningsutveckling
| Befolkningsutvecklingen i Repbäcken 1960–2020 | Befolkningsutvecklingen i Repbäcken 1960–2020 | Befolkningsutvecklingen i Repbäcken 1960–2020 | Befolkningsutvecklingen i Repbäcken 1960–2020 | Befolkningsutvecklingen i Repbäcken 1960–2020 |
| --------------------------------------------- | --------------------------------------------- | --------------------------------------------- | --------------------------------------------- | --------------------------------------------- |
|                                               |                                               |                                               |                                               |                                               |
| År                                            |                                               |                                               | Folkmängd                                     | Areal (ha)                                    |
| 1960                                          | 1960                                          |                                               | 262                                           |                                               |
| 1965                                          | 1965                                          |                                               | 264                                           |                                               |
| 1970                                          | 1970                                          |                                               | 250                                           |                                               |
| 1975                                          | 1975                                          |                                               | 237                                           |                                               |
| 1980                                          | 1980                                          |                                               | 218                                           |                                               |
| 1990                                          | 1990                                          |                                               | 201                                           | 66                                            |
| 1995                                          | 1995                                          |                                               | 230                                           | 66                                            |
| 2000                                          | 2000                                          |                                               | 233                                           | 66                                            |
| 2005                                          | 2005                                          |                                               | 230                                           | 68                                            |
| 2010                                          | 2010                                          |                                               | 220                                           | 67                                            |
| 2015                                          | 2015                                          |                                               | 233                                           | 87                                            |
| 2020                                          | 2020                                          |                                               | 234                                           | 86                                            |
|                                               |                                               |                                               |                                               |                                               |